# تریاس پسین
| سامانه  | ردیف  | اشکوب      | سن (میلیون سال) |
| ------- | ----- | ---------- | --------------- |
| ژوراسیک | پیشین | هتانجین    | → پس از آن      |
| تریاس   | پسین  | راتین      | ۲۰۱٫۳–۲۰۸٫۵     |
| تریاس   | پسین  | نورین      | ۲۰۸٫۵–۲۲۸       |
| تریاس   | پسین  | کارنین     | ۲۲۸–۲۳۵         |
| تریاس   | میانه | لادینین    | ۲۴۲–۲۳۵         |
| تریاس   | میانه | آنیسین     | ۲۴۲–۲۴۷٫۲       |
| تریاس   | پیشین | اولنکین    | ۲۴۷٫۲–۲۵۱٫۲     |
| تریاس   | پیشین | ایندون     | ۲۵۱٫۲–۲۵۲٫۲     |
| پرمین   | پرمین | چانگسینگین | → پیش از آن     |

آخرین دورهٔ تریاس که در حدود ۲۳۵ میلیون پیش آغاز شده و در حدود ۲۰۰ میلیون سال پیش به پایان رسیده‌است. این دوره آخرین و طولانی‌ترین دورهٔ تریاس است که با اتمام آن کرهٔ زمین به دوران بعدی زمین‌شناسی یعنی ژوراسیک وارد می‌شود.

## آب و هوا و شرایط
در دورهٔ تریاس پسین صفحات پوستهٔ زمین هنوز ابر قارهٔ پانگه آ را تشکیل داده بودند که توسط اقیانوسی بسیار عظیم احاطه شده بود. آب و هوا به علت دور بودن از دریا در اغلب مناطق زمین گرم و خشک بود. کلاهک‌های یخی قطبین وجود نداشت و سطح زمین مملو از بیابانها بود.
در زمان‌های متفاوتی از این دورهٔ زمین‌شناسی گاه این حالت کلی آب و هوا به هم می‌خورد و برای دوره‌ای نواحی از زمین مرطوب تر و دارای آب و هوایی مطلوب تر می‌شد.

## زندگی

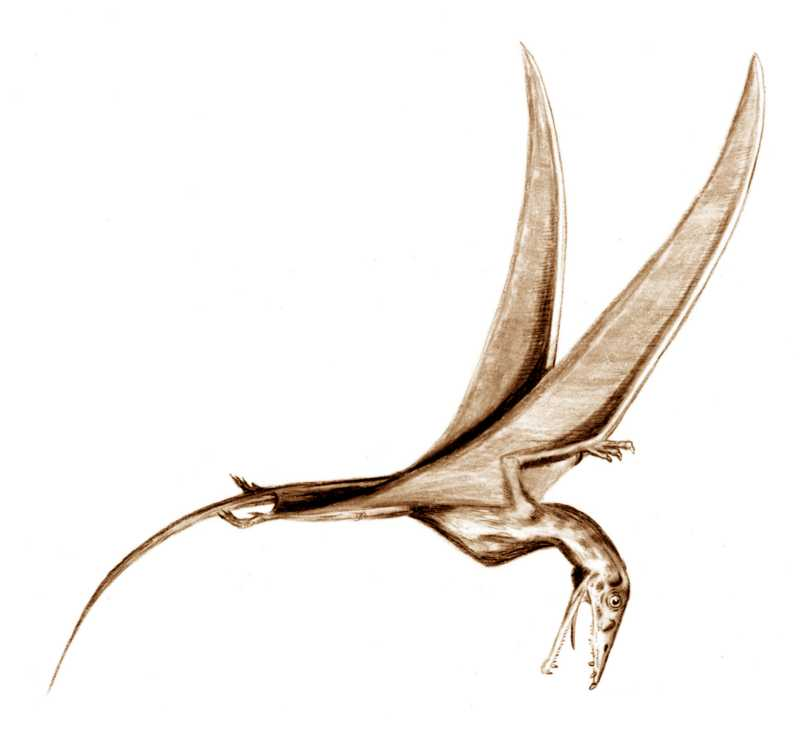
Life restoration of Eudimorphodon

جانداران در این دوره به شدت با محیط زیست خشن خود سازگار شده بودند. گونه‌های متفاوت جدیدی به وجود آمدند که می‌توان به ائودیمورافودن Eudimorphodon که گونه‌ای بود که گویا با بالهای چرمین پرواز می‌کرده و همچنین آدلوباسیلئوس Adelobasileus که به گونه‌ای مشهور ست که به عقیدهٔ بعضی پژوهشگران جزو اولین پستانداران بوده و نسل بسیاری از کیسه داران و پستانداران پیشرفته تر از این موجودست.
به علت وجود اقیانوس عظیم پانتلسا و دریای برزگ تتیس (که بر روی خاورمیانهٔ امروزی قرار داشته‌است) حیات دریایی بسیار غنی بوده و گونه‌های بسیاری در دریاها زندگی می‌کردند. هم چنین تعداد دایناسورهای دو پا هم در این دوران با افزایش چشمگیری همراه بوده‌است.

## انقراض بزرگ تریاس-ژوراسیک
دورهٔ تریاس پیشین با انقراض بزرگ تریاس-ژوراسیک پایان یافت. در این انقراض عظیم بسیاری از دایناسورهای بزرگ، دوزیستان، تمساحها و گونه‌هایی دیگر منقرض شدند.
زیست آبی هم به شدت دست‌خوش انقراض شده و حدود بیست درصد از گونه‌های آبی برای همیشه از بین رفتند.
اما این انقراض از سوی داشنمندان به علل متفاوتی توصیف می‌شوند. از قبیل تغییرات شدید آب و هوایی که در اواخر این دوره صورت گرفت که به علت طولانی بودن این تغییرات آب و هوایی و انقراض بسیار سریع جانداران چندان محکم نیست. علت دوم انقراض مربوط به برخورد اجرام آسمانی ست که این نظریه هم به علت انقراض گستردهٔ زیست دریایی چندان قابل اعتماد نیست. اما نظریهٔ دیگری ست که فوران شدید آتشفشانهای زمین را علت اصلی انقراض موجودات می‌داند. این نظریه با توجه به جدا شدن قاره‌ها از یکدیگر، بسیار محتمل تر و با شواهد کنونی حقیقی ترست.

## نگارخانه‌ها

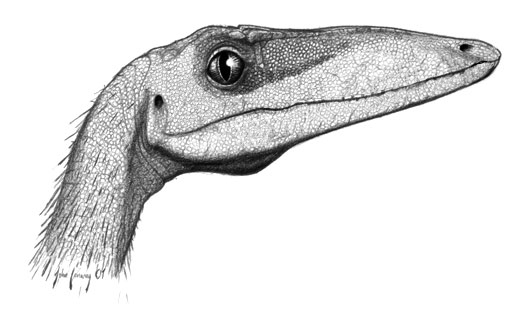
سیلوفیسیس

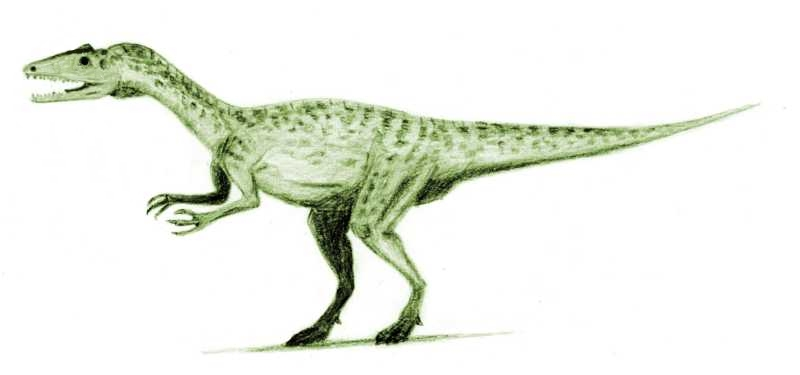
Liliensternus

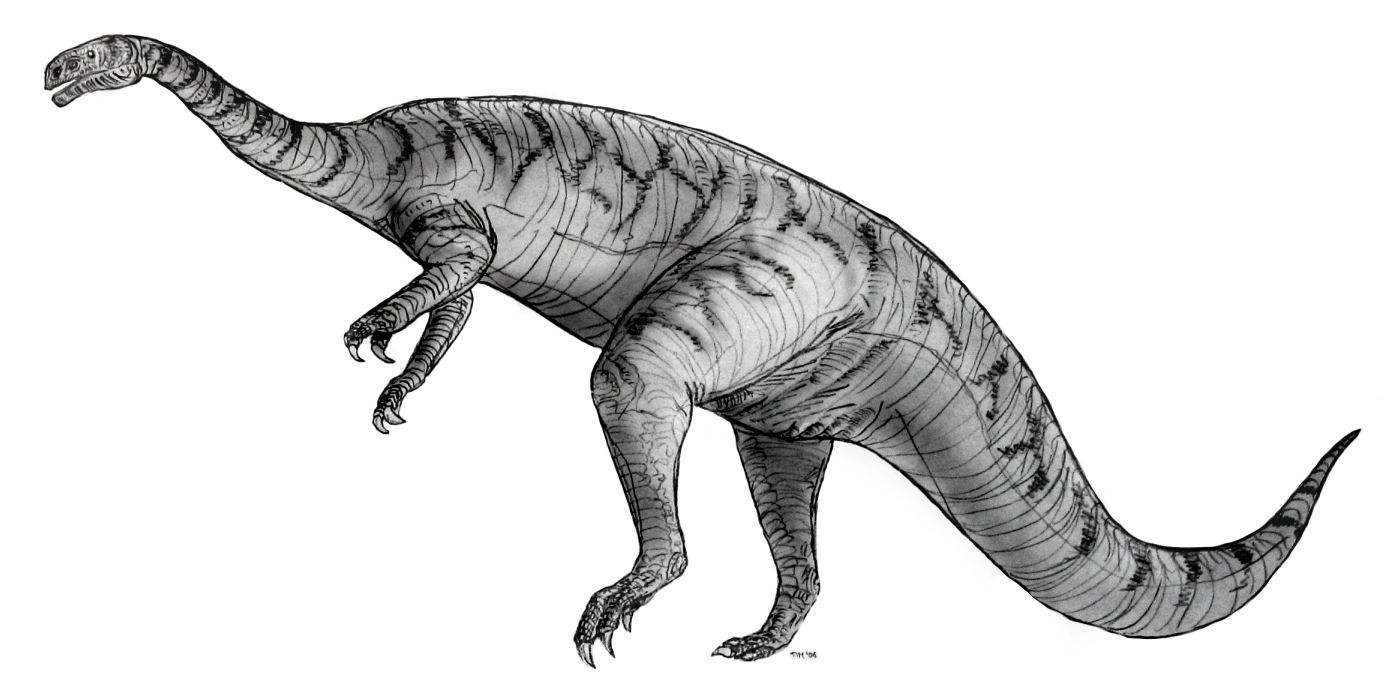
پلاتیوسور

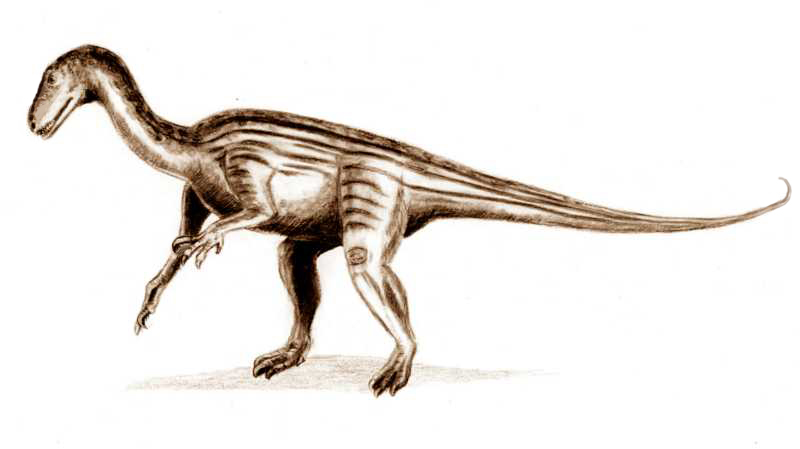
تکودونتوسور

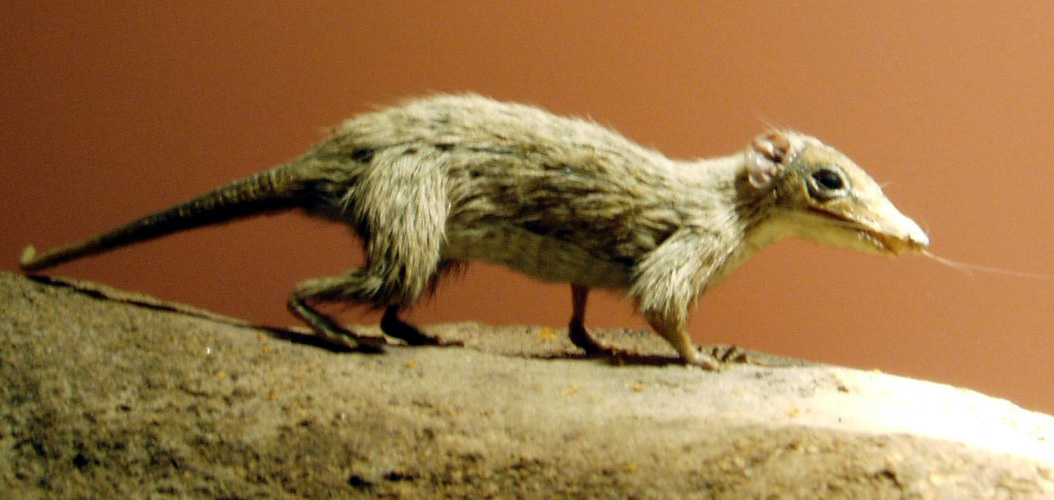
Megazostrodon